# Skisprung-Continental-Cup 1994/95
Der Skisprung-Continental-Cup 1994/95 begann am 3. Dezember 1994 im norwegischen Lillehammer und endete am 9. April 1995 im finnischen Rovaniemi. Die Wettkampfserie fungierte als Unterbau zum Skisprung-Weltcup 1994/95.
Es fanden 39 1 Einzelwettbewerbe, wovon elf auf Großschanzen abgehalten wurden, an 24 Wettkampforten in Europa, Asien und Nordamerika statt. Die Gesamtwertung gewann der Finne Olli Happonen. Die in den Continental Cup integrierte Schwarzwaldtournee gewann der Österreicher Martin Höllwarth. Insgesamt wurden 298 Athleten klassifiziert.

## Übersicht
| Datum                                       | Austragungsort         | Schanze                       | Sieger                           | Zweiter                      | Dritter                  |
| ------------------------------------------- | ---------------------- | ----------------------------- | -------------------------------- | ---------------------------- | ------------------------ |
| 03.12.1994                                  | Lillehammer            | Lysgårdsbakken K 90           | Lasse Ottesen                    | Kazuyoshi Funaki             | Espen Bredesen           |
| 04.12.1994                                  | Lillehammer            | Lysgårdsbakken K 123          | Roberto Cecon                    | Lasse Ottesen                | Kazuyoshi Funaki         |
| 15.12.1994                                  | Jyväskylä              | Matti-Nykänen-Schanze K 100   | Jani Soininen                    | Tero Turkki                  | Naoto Itō                |
| 17.12.1994                                  | Lahti                  | Salpausselkä K 116            | Andreas Goldberger               | Kazuyoshi Funaki             | Nicolas Jean-Prost       |
| 18.12.1994                                  | Lahti                  | Salpausselkä K 90             | Kazuyoshi Funaki                 | Janne Ahonen                 | Andreas Goldberger       |
| 26.12.1994                                  | St. Moritz             | Olympiaschanze K 95           | Steffen Siebert                  | Sylvain Freiholz             | Kjetil Moen Dieter Thoma |
| 31.12.1994                                  | Lake Placid            | MacKenzie Intervale K 120     | Knut Müller                      | Richard Foldl                | Randy Weber              |
| 01.01.1995                                  | Lake Placid            | MacKenzie Intervale K 90      | Knut Müller                      | Risto Jussilainen            | Vesa Hakala              |
| 07.01.1995                                  | Planica                | Srednija Bloudkova K 90       | Sven Hannawald                   | Heinz Kuttin                 | Kent Johanssen           |
| 08.01.1995                                  | Planica                | Bloudkova Velikanka K 120     | Ronny Hornschuh                  | Sven Hannawald               | Didier Mollard           |
| 14.01.1995                                  | Sapporo                | Ōkurayama K 115               | Kazuyoshi Funaki                 | Takanobu Okabe               | Jin’ya Nishikata         |
| 15.01.1995                                  | Sapporo                | Ōkurayama K 115               | Kazuyoshi Funaki                 | Keisuke Sugiyama             | Naoto Itō                |
| 16.01.1995                                  | Sapporo                | Miyanomori K 90               | Naoki Yasuzaki                   | Jin’ya Nishikata             | Takanobu Okabe           |
| 14.01.1995                                  | Courchevel             | Tremplin du Praz K 90         | Primož Kopač                     | Jérôme Gay                   | Andreas Beck             |
| 15.01.1995                                  | Courchevel             | Tremplin du Praz K 120        | Lucas Chevalier-Girod Jérôme Gay |                              | Jakub Jiroutek           |
| 20.01.1995                                  | Štrbské Pleso          | MS 1970 K 90                  | Martin Höllwarth                 | František Jež                | Andreas Beck             |
| 21.01.1995                                  | Zakopane               | Średnia Krokiew K 85          | František Jež                    | Christian Samitz             | Tero Turkki              |
| 22.01.1995                                  | Zakopane               | Wielka Krokiew K 125          | Arve Vorvik                      | Olli Happonen                | František Jež            |
| 21.01.1995                                  | Gallio                 | Pakstall K 92                 | Reinhard Schwarzenberger         | Lucas Chevalier-Girod        | Werner Schernthaner      |
| 22.01.1995                                  | Gallio                 | Pakstall K 92                 | Roberto Cecon                    | Reinhard Schwarzenberger     | Lucas Chevalier-Girod    |
| Böhmische Springertournee                   |                        |                               |                                  |                              |                          |
| 28.01.1995                                  | Liberec                | Ještěd-A K 90                 | Ingemar Mayr                     | Sergei Michejew              | Steven Miehe             |
| 29.01.1995                                  | Liberec                | Ještěd-A K 90                 | Sturle Holseter                  | Pavel Věchet                 | Ingemar Mayr             |
| Tournee-Gesamtwertung:                      | Tournee-Gesamtwertung: | Tournee-Gesamtwertung:        | Ingemar Mayr                     | Sturle Holseter              | Matthias Wallner         |
| Deutsch-Österreichische Dreischanzentournee |                        |                               |                                  |                              |                          |
| 03.02.1995                                  | Reit im Winkl          | Franz-Haslberger-Schanze K 90 | Arve Vorvik                      | Ronny Hornschuh              | Werner Schernthaner      |
| 04.02.1995                                  | Saalfelden             | Bibergschanze K 85            | Arve Vorvik                      | Kjetil Moen                  | Olli Happonen            |
| 05.02.1995                                  | Ruhpolding             | Große Zirmbergschanze K 107   | Sturle Holseter                  | Ronny Hornschuh              | Kjetil Moen              |
| Tournee-Gesamtwertung:                      | Tournee-Gesamtwertung: | Tournee-Gesamtwertung:        | Ronny Hornschuh                  | Sturle Holseter              | Andreas Beck             |
| 11.02.1995                                  | Westby                 | Snowflake K 113               | Steve Delaup                     | Brendan Doran                | Tomas Goder              |
| 18.02.1995                                  | Iron Mountain          | Pine Mountain Jump K 114      | Ladislav Dluhos                  | Gerhard Schallert            | Matthias Wallner         |
| 25.02.1995                                  | Ishpeming              | Suicide Hill K 90             | Tomas Goder                      | Kjetil Moen                  | Ruddy Jardin             |
| 25.02.1995                                  | Sapporo                | Ōkurayama K 115               | Naoto Itō                        | Hiroya Saitō                 | Masayuki Satō            |
| 01.03.1995                                  | Yamagata               | Zaō-Schanze K 90              | Kazuhiro Higashi                 | Kenji Suda                   | Takuya Takeuchi          |
| 02.03.1995                                  | Yamagata               | Zaō-Schanze K 90              | Kazuhiro Higashi                 | Stefan Metzler               | Jun Shibuya              |
| Schwarzwaldtournee                          |                        |                               |                                  |                              |                          |
| 04.03.1995                                  | Schönwald              | Adlerschanze K 84             | Martin Höllwarth                 | Olli Happonen                | Samo Gostiša             |
| 05.03.1995                                  | Schönwald              | Adlerschanze K 84             | Martin Höllwarth                 | Olli Happonen                | Risto Jussilainen        |
| Tournee-Gesamtwertung:                      | Tournee-Gesamtwertung: | Tournee-Gesamtwertung:        | Martin Höllwarth                 | Olli Happonen                | Samo Gostiša             |
| 10.03.1995                                  | Sprova                 | Steinfjellbakken K 90         | Olli Happonen                    | Risto Jussilainen            | Pasi Kytösaho            |
| 11.03.1995                                  | Sprova                 | Steinfjellbakken K 90         | Olli Happonen                    | Frode Håre Risto Jussilainen |                          |
| 26.03.1995                                  | Kuusamo                | Rukatunturi K 120             | Arve Vorvik                      | Tero Turkki                  | Ari-Pekka Nikkola        |
| 02.04.1995                                  | Gällivare              | Dundretkullen K 90            | Arve Vorvik                      | Martin Höllwarth             | Risto Jussilainen        |
| 08.04.1995                                  | Rovaniemi              | Ounasvaara K 90               | Mika Laitinen                    | Martin Höllwarth             | Tero Turkki              |
| 09.04.1995                                  | Rovaniemi              | Ounasvaara K 90               | Martin Höllwarth                 | Mika Laitinen                | Tero Turkki              |

## Wertung
| Gesamtwertung Continental Cup | Gesamtwertung Continental Cup | Gesamtwertung Continental Cup |
| --- | ----------------------------- | ----------------------------- |
| Endstand nach 39 Springen |                               |                               |
| \| Rang \| Name \| Punkte \| \| ---- \| --------------------- \| ------ \| \| 001. \| Olli Happonen \| 867 \| \| 002. \| Martin Höllwarth \| 862 \| \| 003. \| Risto Jussilainen \| 653 \| \| 004. \| Arve Vorvik \| 642 \| \| 005. \| Gerhard Schallert \| 632 \| \| 006. \| Tero Turkki \| 573 \| \| 007. \| Kazuyoshi Funaki \| 570 \| \| 008. \| Kjetil Moen \| 559 \| \| 009. \| Matthias Wallner \| 535 \| \| 010. \| Ronny Hornschuh \| 532 \| \| 011. \| Andreas Beck \| 500 \| \| 012. \| Sturle Holseter \| 451 \| \| 013. \| Knut Müller \| 436 \| \| 014. \| Sven Hannawald \| 396 \| \| 015. \| Naoto Ito \| 394 \| \| 016. \| Frantisek Jez \| 345 \| \| 017. \| Lucas Chevalier-Girod \| 340 \| \| 018. \| Kazuhiro Higashi \| 334 \| \| 019. \| Pasi Kytösaho \| 325 \| \| 020. \| Christian Samitz \| 303 \| |                               |                               |
| Rang | Name                          | Punkte                        |
| 001. | Olli Happonen                 | 867                           |
| 002. | Martin Höllwarth              | 862                           |
| 003. | Risto Jussilainen             | 653                           |
| 004. | Arve Vorvik                   | 642                           |
| 005. | Gerhard Schallert             | 632                           |
| 006. | Tero Turkki                   | 573                           |
| 007. | Kazuyoshi Funaki              | 570                           |
| 008. | Kjetil Moen                   | 559                           |
| 009. | Matthias Wallner              | 535                           |
| 010. | Ronny Hornschuh               | 532                           |
| 011. | Andreas Beck                  | 500                           |
| 012. | Sturle Holseter               | 451                           |
| 013. | Knut Müller                   | 436                           |
| 014. | Sven Hannawald                | 396                           |
| 015. | Naoto Ito                     | 394                           |
| 016. | Frantisek Jez                 | 345                           |
| 017. | Lucas Chevalier-Girod         | 340                           |
| 018. | Kazuhiro Higashi              | 334                           |
| 019. | Pasi Kytösaho                 | 325                           |
| 020. | Christian Samitz              | 303                           |